# MEOX2
MEOX2‏ (Mesenchyme homeobox 2) هوَ بروتين يُشَفر بواسطة جين MEOX2 في الإنسان.